# آئرومک
آئرومک (به انگلیسی: Aeromak) یک شرکت هواپیمایی است که در تاریخ ۲۰۰۹ میلادی تأسیس شده است.
دفتر مرکزی آئرومک در اسکوپیه، جمهوری مقدونیه واقع شده‌است و به ۷ مقصد، پرواز مستقیم انجام می‌دهد.